# Wykres leśny

Przykład zastosowania wykresu leśnego w jednej z metaanaliz. Wykres przedstawia porównanie wyników siedmiu badań w ramach których podjęto próby zastosowania kortykosteroidów w celu przyspieszenia rozwoju płuc u wcześniaków.

Wykres leśny (ang. forest plot, również blobbogram) – sposób graficznej prezentacji danych statystycznych pochodzących z różnych badań naukowych na jeden ściśle określony temat. Wykorzystywany jest w systematycznych przeglądach literatury i metaanalizach. Forest plot zawiera wyniki poszczególnych badań (wyrażone jako wybrana miara wielkości efektu np. d Cohena czy iloraz szans) oraz ich podsumowanie. 
Forest plot stanowi również logo Cochrane Collaboration, niezależnej, międzynarodowej organizacja typu non-profit, której celem jest ułatwianie podejmowania świadomych i trafnych decyzji dotyczących postępowania medycznego poprzez opracowywanie dowodów zgodnie z zasadami medycyny opartej na faktach.